# Valdemarsvik (comuna)
Valdemarsvik (em sueco: Valdemarsviks kommun) é uma comuna da Suécia localizada no condado de Gotalândia Oriental. Sua capital é a cidade de Valdemarsvik. Possui 734 quilômetros quadrados. Segundo o censo de 2018, havia 7 956 habitantes.